# Turbowarrants
El Turbo Warrant (a veces llamado mini future, certificado knockout o simplemente Turbo) es un producto derivado de apalancamiento similar a un contrato de futuros. El Turbo obliga teóricamente al inversor a comprar o vender un activo subyacente (acción, índice, etc.) a un precio determinado (precio de strike) en una fecha futura. Esta estructura hace que el precio del turbo reaccione 1:1 a la evolución del precio del activo subyacente (Delta 1). Si un turbo warrant es de compra recibe el nombre de turbo call, si es de venta será un turbo put. Actualmente, los emisores franceses Société Générale y BNP Paribas son líderes en la emisión de turbos en el mercado español.
En términos de funcionamiento, un Turbo es un producto apalancado. Los Turbos permiten a los inversores controlar una posición mayor al capital invertido, ya que solo requieren cubrir una parte de su valor (la diferencia entre el precio subyacente y el precio de ejercicio). La parte restante es financiada por el emisor. En productos tradicionales basados en margen, como los CFDs y futuros, este préstamo suele ser parcialmente o no asegurado, y requiere que el bróker evalúe la solvencia del inversor o aplique una cuenta de margen prefinanciada para gestionar las posiciones abiertas. Los Turbos son una alternativa muy atractiva a los CFDs ya que están totalmente regulados y los emisores son solventes.
Además, cuentan con un mecanismo de riesgo automático conocido como barrera de knockout, que cierra la posición si el precio del activo subyacente alcanza un nivel determinado, limitando así las pérdidas al capital inicial invertido. Esto proporciona una forma eficiente y transparente de apalancar inversiones, aunque requiere que los inversores gestionen cuidadosamente sus posiciones para evitar pérdidas totales.

## Componentes propios del turbo warrant,
- Apalancamiento: Resulta de una inversión de capital reducida en comparación con una inversión directa en el activo subyacente. En lugar de invertir el precio total del activo subyacente, el emisor "le presta" al inversor una parte o el total del precio de ejercicio, de modo que tendrá que desembolsar la diferencia con respecto a la cotización actual del activo subyacente (añadiendo eventualmente los gastos de financiación hasta la madurez del producto).Un apalancamiento de "x3", por ejemplo, significa que únicamente es necesario invertir en el Turbo Warrant aproximadamente un tercio de la cuantía que sería necesaria para adquirir directamente el activo subyacente correspondiente.
- Barrera o knock-out: Si el activo subyacente se mueve en dirección opuesta a las expectativas del inversor y alcanza la barrera de Knock-Out, el Turbo se cancelará anticipadamente (vencimiento anticipado). La barrera permitirá reducir las pérdidas (como un stop-loss), evitando de esta forma la necesidad de mantener una cuenta de garantías, como es necesario en los Mercados a término.

## Caracterísitcas
- Los turbos son productos derivados diseñados para inversores particulares. Ofrecen una sencilla forma de contratación ya que se pueden contratar a través de brókers como Renta4, Trade Republic o DEGIRO

- Varios emisores y subyacentes: Existen diversos emisores y una amplia variedad de subyacentes (acciones nacionales o extranjeras, índices, cestas, tipos de cambio, materias primas, etc.), por lo que el inversor a la hora de contratar podrá elegir emisor y subyacente. La competencia entre los emisores favorece al inversor.

- La liquidez en el mercado de turbos está garantizada, puesto que los emisores son también creadores de mercado.

## Ejemplo práctico
Imagine que las acciones de la empresa ABC se negocian a 10 EUR. Un inversor que espera una apreciación puede optar por comprar las acciones directamente, pagando los 10 EUR por acción. Si el precio sube a 13 EUR, el retorno será de 3 EUR o 30% sobre la inversión inicial (Caso 1)
Alternativamente, el inversor puede adquirir un Turbo LONG sobre la acción ABC como activo subyacente. En este caso, el emisor del producto está financiando parte de esa inversión. Suponiendo que el emisor financia 7 EUR, el inversor solo necesita invertir 3 EUR (10 - 7 = 3 EUR). Esta cantidad puede compararse con el capital inicial en una compra de inmueble con financiamiento bancario. (Caso 2)
Si el precio de la acción sube a 13 EUR, el valor del Turbo aumenta a 6 EUR (13 - 7 = 6  EUR). En este caso, el inversor ha duplicado su capital (ganancia de 3 EUR sobre una inversión inicial de 3 EUR, es decir, 100% de apreciación). Este rendimiento es 3.33 veces superior al de una inversión directa, gracias al efecto de apalancamiento proporcionado por el nivel de financiamiento.
|                    | Inversión | Beneficio | Rendimiento |
| Caso 1 (sin Turbo) | 10 EUR    | 3 EUR     | 30%         |
| Caso 2 (con Turbo) | 3 EUR     | 3 EUR     | 100%        |

## Tipos de turbo warrants
- Turbo Warrants Clásicos
- Turbo Warrants Ilimitados: Idéntico a un turbo clásico, pero sin vencimiento. Por lo tanto, no cuentan con un valor temporal implícito en el valor del producto.
- Turbo Warrants BEST: En este tipo de turbo, la barrera es igual al precio de ejercicio o strike (Barrier Equals STrike: BEST). En este caso, el emisor incurre más riesgos, ya que el precio del activo subyacente podría saltar más allá de la barrera o strike. Esto significaría que el emisor habría perdido parte del valor de la financiación. Para compensar este riesgo, se incluye una prima de riesgo en el precio del turbo. Al igual que los Turbo Warrants Ilimitados, los turbos BEST tampoco tienen vencimiento.

No confundir con Warrants clásicos, Multi Warrants o Bonus Warrants. Estos son otros productos que funcionan de manera totalmente diferente. Todos ellos cotizan en la Bolsa de Madrid con liquidez garantizada por el emisor de estos durante toda la sesión bursátil.